# بيليانا مايستروفيتش
بيليانا مايستروفيتش مواليد 31 ديسمبر 1959 في بلغراد، جمهورية يوغوسلافيا الاشتراكية الاتحادية، هي لاعبة كرة سلة صربية معتزلة. مثلت منتخب بلادها. شاركت في دورة الألعاب الأولمبية الصيفية سنة 1980.

## سجل المنافسة
شاركت في المنافسات التالية:
- الألعاب الأولمبية الصيفية 1980
- الألعاب الأولمبية الصيفية 1984
- كأس العالم لكرة السلة للسيدات 1983

## الميداليات
| الميدالية | المسابقة                       |
| --------- | ------------------------------ |
| برونزية   | الألعاب الأولمبية الصيفية 1980 |
| برونزية   | الألعاب الجامعية الصيفية 1983  |
| برونزية   | الألعاب الجامعية الصيفية 1985  |

## روابط خارجية
- بيليانا مايستروفيتش على موقع الاتحاد الدولي لكرة السلة (الإنجليزية)
- بيليانا مايستروفيتش على موقع بروبوليرز (الإنجليزية)
- بيليانا مايستروفيتش على موقع سبورتس رفرنس (الإنجليزية)
- بيليانا مايستروفيتش على موقع اللجنة الأولمبية الدولية (الإنجليزية)
- بيليانا مايستروفيتش على موقع أوليمبيديا (الإنجليزية)